# مقام إبراهيم
مقام إبراهيم هو حجر أثري قام عليه النبي إبراهيم عند رفع قواعد الكعبة وفقاً للعقيدة الإسلامية. وقد شُقَّ عليه نتوء الحجارة حيث كان النبي إبراهيم يقوم عليه ويبني، وهو الحجر الذي قام من عليه بالأذان والنداء للحج بين الناس، وفي هذا الحجر أثر قدمي النبي إبراهيم، بعدما غاصت فيه قدماه، وهو الحجر التي تعرفه الناس اليوم عند الكعبة المشرفة، ويصلون خلفه ركعتي الطواف.
فقد روى البخاري عن ابن عباس قال: (فجعل إبراهيم يبني وإسماعيل يناوله الحجارة ويقولان ﴿وَإِذْ يَرْفَعُ إِبْرَاهِيمُ القَوَاعِدَ مِنَ البَيْتِ وَإِسْمَاعِيلُ رَبَّنَا تَقَبَّلْ مِنَّا إِنَّكَ أَنْتَ السَّمِيعُ العَلِيمُ﴾.[البقرة : 127]
وهو عبارة عن حجر مربع الشكل طوله نصف متر تقريباً لونه بين البياض والسواد والصفرة ومغطى حالياً بواجهة زجاجية عليها غطاء من النحاس من الخارج وأرضية رخامية، وهو حجر رخو من نوع حجر الماء غاصت فيه قدم النبي إبراهيم وبرزت فيه آثار قدميه، ولكن نتيجة لتمسح الناس فيه طمست ملامح القدم. قال ابن كثير: "وكانت آثار قدميه ظاهرة فيه ولم يزل هذا معروفا تعرفه العرب في جاهليتها، وقد أدرك المسلمون ذلك فيه أيضًا، كما قال أنس بن مالك: " رأيت المقام فيه أصابعه وأخمص قدميه. غير أنه أذهبه مسح الناس بأيديهم. وروى ابن جرير عن قتادة أنه قال: (واتخذوا من مقام إبراهيم مصلى) إنما أمروا أن يصلوا عنده، ولم يؤمروا بمسحه، وقد تكلفت هذه الأمة شيئا ما تكلفته الأمم قبلها. ولقد ذَكَرَ لنا من رأى أثر عقبه وأصابعه فيه فما زالت هذه الأمة يمسحونه حتى انمحى ".

## الموضع
اختلف أهل التفسير حول موضع مقام إبراهيم وما يقصد به، وذهبوا إلى عدة أقاويل:
- القول الأول: أنه موضع الحجر الذي قام عليه النبي إبراهيم، وهؤلاء ذكروا له وجهين:

«الأول» أنه هو الحجر الذي كانت زوجة إسماعيل وضعته تحت قدم النبي إبراهيم حين غسلت رأسه فوضع النبي إبراهيم رجله عليه وهو راكب فغسلت أحد شقي رأسه ثم رفعته من تحته وقد غاصت رجله في الحجر فوضعته تحت الرجل الأخرى فغاصت رجله أيضا فيه فجعله الله تعالى من معجزاته وهذا قول الحسن وقتادة والربيع بن أنس.
«الثاني» ما روي عن سعيد بن جبير عن ابن عباس أن النبي إبراهيم كان يبني البيت وإسماعيل يناوله الحجارة ويقولان : ﴿وَإِذْ يَرْفَعُ إِبْرَاهِيمُ القَوَاعِدَ مِنَ البَيْتِ وَإِسْمَاعِيلُ رَبَّنَا تَقَبَّلْ مِنَّا إِنَّكَ أَنْتَ السَّمِيعُ العَلِيمُ﴾. [سورة البقرة : 127] فلما ارتفع البنيان وضعف إبراهيم عن وضع الحجارة قام على حجر وهو مقام النبي إبراهيم.
- القول الثاني: أن مقام إبراهيم الحرم كله، (وهو قول مجاهد).
- القول الثالث: أنه عرفة والمزدلفة والجمار (وهو قول عطاء).
- القول الرابع: الحج كله مقام إبراهيم، (وهو قول عبد الله بن عباس).

واتفق المحققون على أن القول الأول هو الأصح، ويدل عليه عدة وجوه:
1. ما روى جابر أنه - ﷺ - لما فرغ من الطواف أتى المقام، وتلا قوله - تعالى -: ﴿وَاتَّخِذُواْ مِن مَّقَامِ إِبْرَاهِيمَ مُصَلًّى﴾، فقراءة هذه اللفظة عند ذلك الموضع تدل على أن المراد من هذه اللفظة هو ذلك الموضع ظاهر.[10]
2. أن هذا الاسم في العرف مختص بذلك الموضع، والدليل عليه أن سائلاً لو سأل المكي بمكة عن مقام إبراهيم لم يجبه، ولم يفهم منه إلا هذا الموضع.
3. ما روي أنه - ﷺ - مرَّ بالمقام ومعه عمر فقال: يا رسول الله - ﷺ - أليس هذا مقام أبينا إبراهيم، قال: بلى، قال: أفلا نتخذه مصلى، قال: لم أومر بذلك، فلم تغب الشمس من يومهم حتى نزلت الآية.[11]
4. أن الحجر صار تحت قدميه في رطوبة الطين حتى غاصت فيه رجلا النبي إبراهيم فكان ذلك إحدى معجزات إبراهيم وهو أولى من اختصاص غيره به، فكان إطلاق هذا الاسم عليه أولى.
5. أنه - تعالى - قال: ﴿وَاتَّخِذُواْ مِن مَّقَامِ إِبْراهِيمَ مُصَلًّى﴾، وليس للصلاة تعلق بالحرم، ولا بسائر المواضع إلا بهذا الموضع، فوجب أن يكون مقام إبراهيم هو هذا الموضع.
6. أن مقام إبراهيم هو موضع قيامه، وثبت بالأخبار أنه قام على هذا الحجر عند المغتسل، ولم يثبت قيامه على غيره، فحمل هذا اللفظ أعني مقام النبي إبراهيم - على الحجر يكون أولى.

وقال أبو بكر القفال على تفسير مقام إبراهيم بالحجر لقوله تعالى -: ﴿وَاتَّخِذُواْ مِن مَّقَامِ إِبْراهِيمَ مُصَلًّى﴾ على مجاز قول الرجل: اتخذت من فلان صديقاً، وقد أعطاني الله من فلان أخاً صالحاً، ووهب الله لي منك ولياً مشفقاً، وإنما تدخل (من) لبيان المتخذ الموصوف وتميزه في ذلك المعنى من غيره والله أعلم".

## التاريخ
كان الحجر هو ما وقف عليه النبي إبراهيم عند بناء الكعبة، روى عن سعيد بن جبير عن ابن عباس - أنه لما أتى إبراهيم إسماعيل وهاجر موضعهما بمكة، وأتت على ذلك مدة، ونزلها الجرهميون، وتزوج إسماعيل منهم امرأة، وماتت هاجر، واستأذن إبراهيم سارة أن يأتي هاجر فأذنت له، وشرطت عليه أن لا ينزل، فقدم إبراهيم مكة وقد ماتت هاجر، فذهب إلى بيت إسماعيل ثم جاء بعد ذلك وإسماعيل يبري نبلاً تحت دوحة قريبة من زمزم، فلما رآه قام إليه فصنعا كما يصنع الوالد بالولد، والولد بالوالد، ثم قال: "يا إسماعيل إن الله - تعالى - أمرني بأمر تعينني عليه، قال: أعينك عليه، قال: إن الله أمرني أن أبني هاهنا بيتاً، فعند ذلك رفع القواعد من البيت، فجعل إسماعيل يأتي بالحجارة، وإبراهيم يبني، فلما ارتفع البناء جاء بهذا الحجر فوضعه له، فقام إبراهيم على الحجر المقام وهو يبني وإسماعيل يناوله الحجارة، وهما يقولان: ﴿رَبَّنَا تَقَبَّلْ مِنَّا إِنَّكَ أَنتَ السَّمِيعُ الْعَلِيمُ﴾ ".
واستمر الحجر كما هو في مكانه ملاصقا للكعبة حتى عهد رسول الله في يوم الفتح حيث أخره عن موضعه عندما نزلت آية «واتخذوا من مقام إبراهيم مصلى» إلى مكانه الحالي حتى لا يعوق المصلون خلفه الطائفين.
وفي عهد عمر بن الخطاب وقع سيل شديد سمى بـ (سيل أم نهشل) وجرف حجر المقام من مكانه وذهب به بعيدا.. جاء عمر فزعا من المدينة وجمع الصحابة وسألهم: « أناشدكم أيكم يعرف موقع هذا المقام في عهد رسول الله؟» فقام رجل وقال: أنا يا عمر.. لقد أعددت لهذا الأمر عدته.. لذلك قست المسافة التي تحدد موضع المقام بالنسبة لما حوله.. وبالفعل أرسل عمر في طلب الحبل من بيت الرجل وتأكد من صدق كلامه وأعاد المقام إلى مكانه، وكان ذلك في رمضان عام 17هـ فهو في موقعه إلى اليوم.
كان المقام مكشوفا بدون أي حاجز يحميه. وفي فتنة القرامطة الذين سرقوا الحجر الأسود أرادوا سرقة المقام أيضًا، إلا أن بعض السدنة أخفوه عنهم، وبعد ذلك بدأ التفكير في حمايته، فجعلت له قبتان متحركة إحداها خشبية والأخرى حديدية، ثم بعد ذلك عمل للمقام تابوتا يوضع فيه، وتطور الوضع إلى بناء مقصورة له تنتهي مؤخرتها بمظلة متصلة بالمقصورة ليصلي الناس تحتها ركعتي الطواف، وكانت أول المقصورة أنشأت عام 810 هـ، وكان يتم بعد ذلك ترميمها من قبل السلاطين وغيرهم إلى أن أزيلت هذه المقصورة في عهد فيصل بن عبد العزيز واستعيض عنها بالصرح البلوري والغطاء النحاسي.

## الوصف

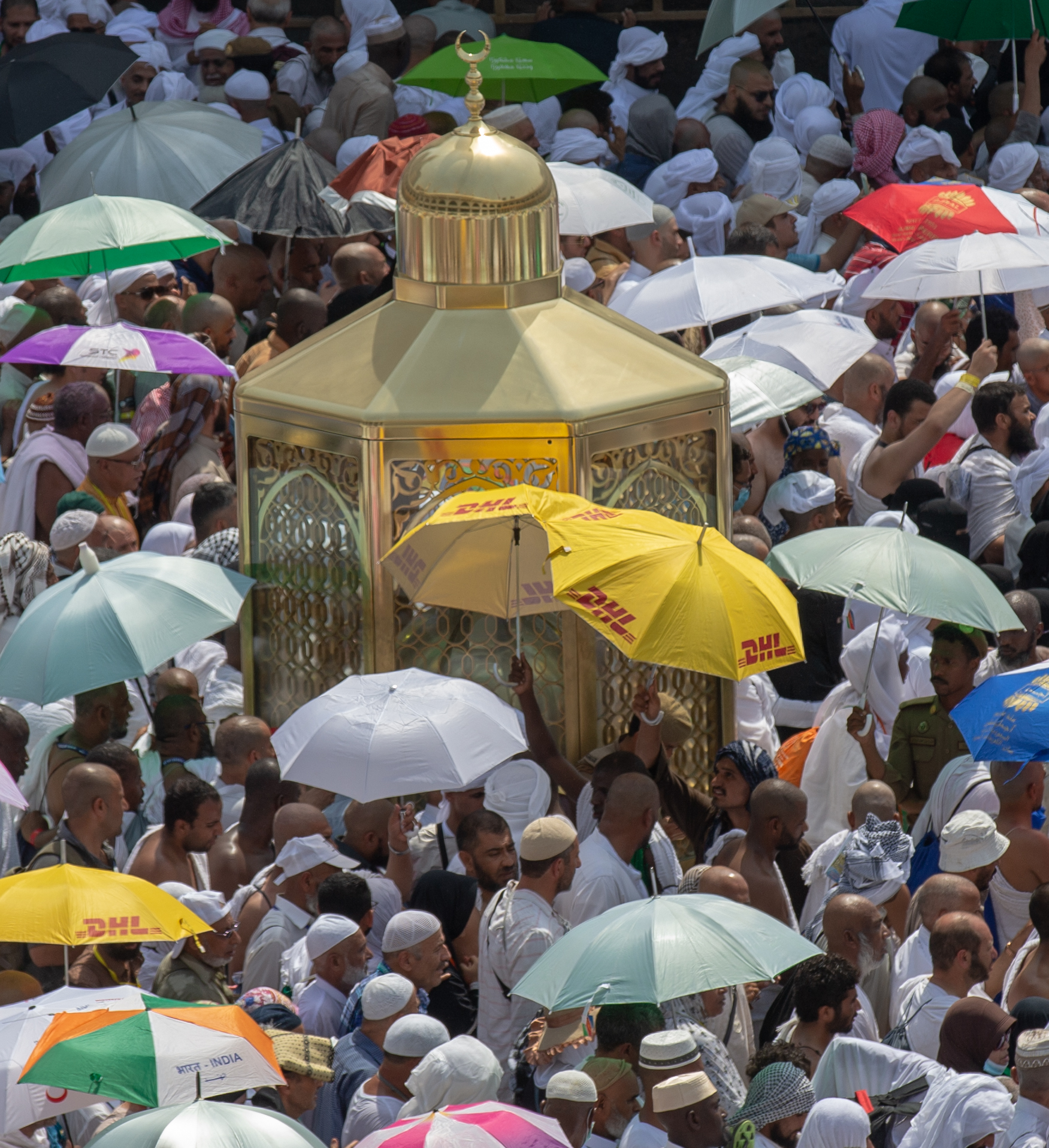
الطائفون أثناء المرور على مقام إبراهيم

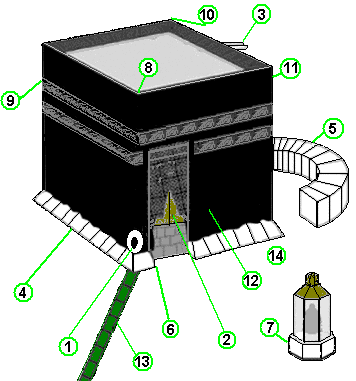
رسم يوضح موقع مقام إبراهيم.

هو حجر رخو من نوع حجر الماء على شكل مكعب يبلغ عرضه وطوله وارتفاعه 50 سم، وفي وسطه أثر قدمي النبي إبراهيم، وهي حفرتان على شكل بيضوي مستطيل، لونه بين البياض والسواد والصفرة، وهو مربع الشكل وطوله حوالي نصف متر، قام الخلفاء في العصر العباسي بتغطيته بالذهب والرصاص، حتى تم بعد ذلك تغطيته بغطاء زجاجي شكله مثل القبة نصف الكرة، ووزنه 1.750 كجم، وارتفاعه 1.30 م، وقطره من الأسفل 40 سم، وسمكه 20 سم من كل الجهات، وقطره من الخارج من أسفله 80 سم، ومحيط دائرته من أسفله 2.51 م.
أما صفته فقد كتب أحمد بن عمر بن رسته والذي توفي في عام 300 هـ أي قبل ألف سنة، في كتابه الأعلاق النفيسة، عن وصف المقام قائلاً:
أما في العصر الحديث، فقد وصفه محمد طاهر بن عبد القادر الكردي، في كتابه المسمى - مقام إبراهيم:

### موقعه
يقع مقام إبراهيم حاليا أمام باب الكعبة على بعد 10 - 11 متر من ناحية شرق الكعبة. في الجزء المتجه إلى الصفا والمروة.

## التحسينات والترميمات

### في العصر العباسي
ويعتبر الخليفة المهدي العباسي؛ أول من حلَّى المقام لما خشي عليه أن يتفتت فهو من حجر رخو، فبعث بألف دينار، فضببوا بها المقام من أسفله إلى أعلاه، وفي خلافة المتوكل زيد في تحليته بالذهب، وجعل ذلك فوق الحلية الأولى، وذلك في سنة 236 هـ، ولم تزل حلية المهدي على المقام حتى قلعت عنه في سنة 256 هـ لأجل إصلاحه فجدد وصب عليه حتى يشتد، وزيد في الذهب والفضة على حليته الأولى، وكان الذي شده بيده في هذه السنة بشر الخادم في عهد الخليفة المعتمد العباسي، وحمل المقام بعد اشتداده، وتركيب الحلية إلى موضعه وذلك عام 256 هـ.

### في العهد السعودي

#### في عهد الملك سعود بن عبد العزيز
عام 1954 كانت هناك فكرة مطروحة لنقل مقام إبراهيم من مكانه، والرجوع به إلى الوراء حتى يفسحوا المطاف الذي كان قد ضاق بالطائفين ويعيق حركة الطواف، وكان قد تحدد أحد الأيام ليقوم الملك سعود بنقل المقام. وفي ذلك الوقت كان الشيخ الشعراوي يعمل أستاذاً بكلية الشريعة في مكة المكرمة وسمع عن ذلك واعتبر هذا الأمر مخالفاً للشريعة فبدأ بالتحرك واتصل ببعض العلماء السعوديين والمصريين في البعثة لكنهم أبلغوه أن الموضوع انتهى وأن المبنى الجديد قد أقيم، فقام بإرسال برقية من خمس صفحات إلى الملك سعود، عرض فيها المسألة من الناحية الفقهية والتاريخية، وقال:« بأن الذين احتجوا بفعل الرسول جانبهم الصواب، لأنه رسول ومشرع وليست هذه حجة لكي نستند إليها وننقل المقام من المكان الذي وضعه فيه رسول الله»، لأن للرسول ما ليس لغيره وله أن يعمل الجديد غير المسبوق دون غيره.
الشيخ استدل في حجته أيضاً على موقف عمر بن الخطاب وأنه لم يغير موقعه. وبعد أن وصلت البرقية إلى الملك سعود، فجمع العلماء وطلب منهم دراسة برقية الشعراوي، فوافقوا على كل ما جاء في البرقية، فأصدر الملك قرارا بعدم نقل المقام، وأمر الملك بدراسة مقترحات الشعراوي لتوسعة المطاف، حيث اقترح الشيخ أن يوضع الحجر في قبة صغيرة من الزجاج غير القابل للكسر، بدلا من المقام القديم الذي كان عبارة عن بناء كبير يضيق على الطائفين.

#### في عهد فيصل بن عبد العزيز

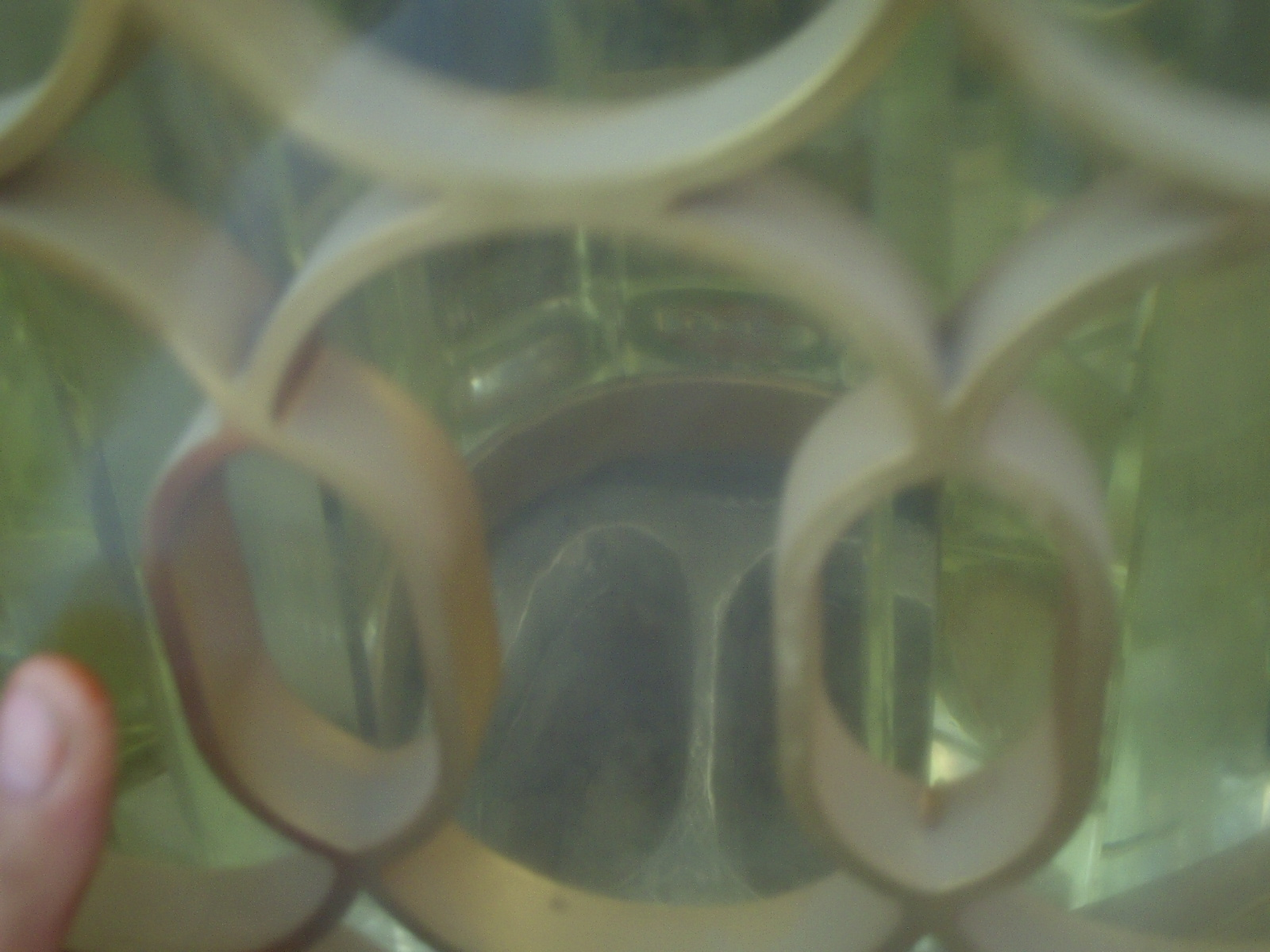
صورة من خارج القبة الزجاجية تظهر المقام من الداخل

وفي 25 من ذي الحجة 1384 هـ أمرت هيئة رابطة العالم الإسلامي بإزالة جميع الزوائد الموجودة حول المقام، وإبقاء المقام في مكانه على أن يُجعل عليه صندوق من بلوري سميك قوي على قدر الحاجة وبارتفاع مناسب يمنع تعثر الطائفين ويتسنى معه رؤية المقام، ووافق فيصل بن عبد العزيز ملك المملكة العربية السعودية وأصدر أمره بتنفيذ ذلك، فعمل له غطاء من البلور الممتاز، وأحيط هذا الغطاء بحاجز حديدي، وعملت له قاعدة من الرخام نصبت حول المقام لا تزيد مساحتها عن 180 في 130 سنتمترا بارتفاع 75 سنتمترا، وتم ذلك في رجب 1387هـ؛ حيث جرى رفع الستار عن الغطاء البلوري في حفل إسلامي، واتسعت رقعة المطاف وتسنى للطائفين أن يؤدوا مناسك الطواف في راحة ويسر، وخفت وطأة الزحام كثيرا.

#### في عهد فهد بن عبد العزيز
أما في عام 1998م، في عهد فهد بن عبد العزيز ملك المملكة العربية السعودية، فقد تم تجديد غطاء مقام النبي إبراهيم من النحاس المغطى بشرائح الذهب والكريستال والزجاج المزخرف، وتم وضع غطاء من الزجاج البلوري القوي الجميل المقاوم للحرارة والكسر، أما عن شكل المقام حاليا فهو مثل القبة نصف الكرة، ووزنه 1.750 كجم، وارتفاعه 1.30 م، وقطره من الأسفل 40 سم، وسمكه 20 سم من كل الجهات، وقطره من الخارج من أسفله 80 سم، ومحيط دائرته من أسفله 2.51 م.

## فضائله
ولمقام إبراهيم فضائل عديدة، فهو من يواقيت الجنة فقد اخرج الحاكم عن عبد الله بن عمرو بن العاص قال: قال رسول الله صلى الله عليه وسلم: «الركن والمقام ياقوتتان من الجنة طمس الله نورهما ولولا ذلك لأضاءتا ما بين المشرق والمغرب». وأن الله تعالى نوه بذكره من جملة آياته البينات في سورة آل عمران بقوله ﴿فِيهِ آيَاتٌ بَيِّـنَاتٌ مَّقَامُ إِبْرَاهِيمَ﴾. وقد فسرها ابن جرير بقوله «إن أول بيت وضع للناس مباركاً وهدى للعالمين للذي ببكة، فيه علامات بينات من قدر الله وآثار خليله إبراهيم، منهن أثر قدم خليله النبي إبراهيم - في الحَجَر الذي قام عليه». ومن فضائله أن النبي إبراهيم وقف عليه كما أمره الله عز وجل وأذن في الناس بالحج، ففي كتاب أخبار مكة، روي عن ابن عباس عن رسول الله - ﷺ - أنه قال: «لما فرغ إبراهيم عليه السلام من بناء البيت أمره الله عز وجل أن ينادي في الحج، فقام على المقام، فقال: يا أيها الناس إن ربكم قد بنى بيتًا فحجوه، وأجيبوا الله عز وجل، فأجابوه في أصلاب الرجال وأرحام النساء: أجبناك، أجبناك، أجبناك، اللهم لبيك، قال: فكل من حج اليوم فهو ممن أجاب إبراهيم على قدر ما لبى».

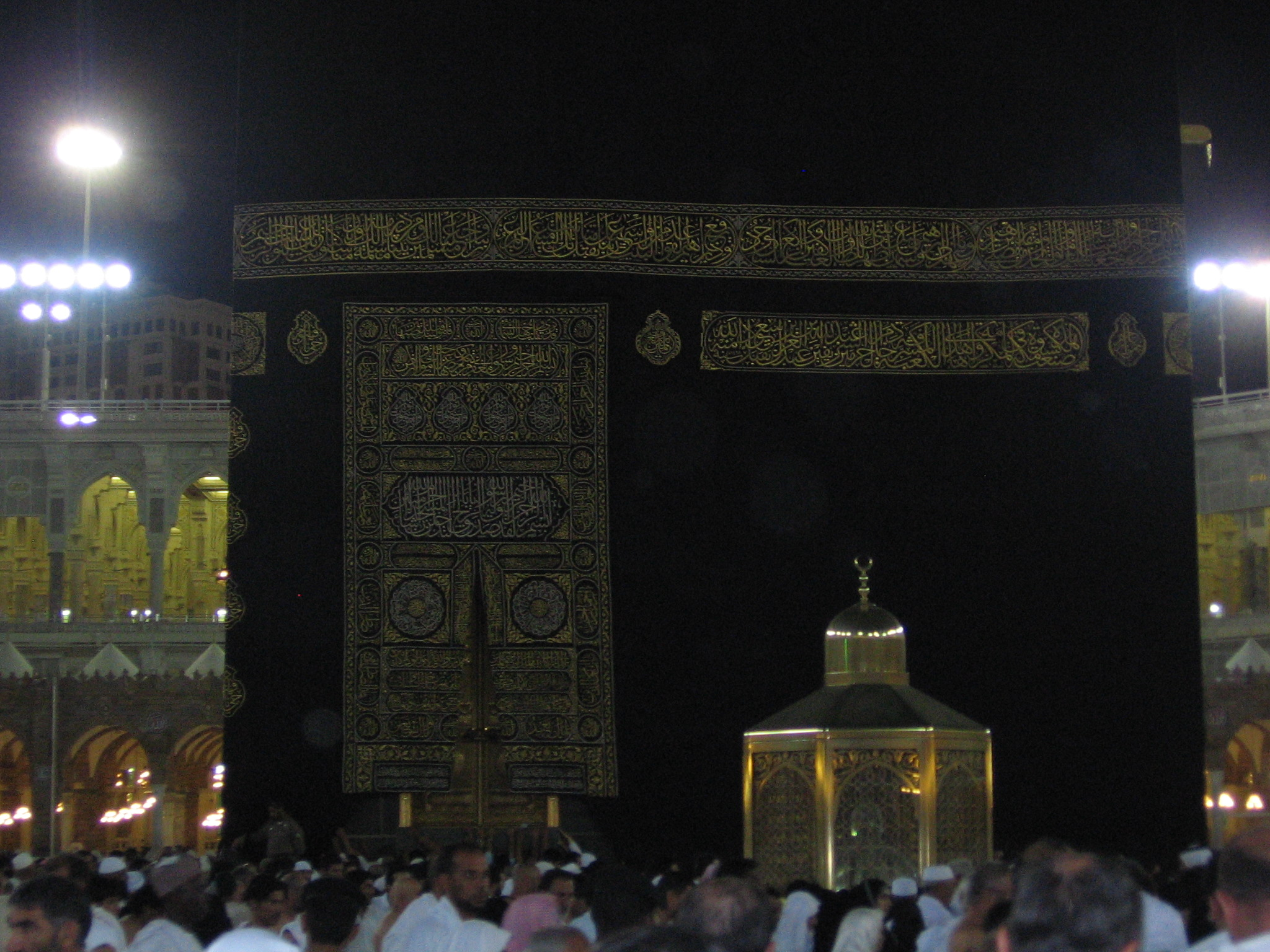
صورة للكعبة ويظهر فيها مقام إبراهيم

وقد أمر الله تعالى المسلمين باتخاذه مصلى في الحج والعمرة وذلك في قوله ﴿وَاتَّخِذُواْ مِن مَّقَامِ إِبْرَاهِيمَ مُصَلًّى﴾. فكان اتخاذ مقام إبراهيم مصلى موافقاً لقول عمر بن الخطاب، فعن أنس بن مالك أن عمر بن الخطاب قال: «وافقت ربي في ثلاث، فقلت يا رسول الله لو اتخذنا من مقام إبراهيم مصلى، فنزلت ﴿فِيهِ آيَاتٌ بَيِّـنَاتٌ مَّقَامُ إِبْرَاهِيمَ﴾، وآية الحجاب قلت يا رسول الله لو أمرت نساءك أن يحتجبن فإنه يكلمهن البر والفاجر، فنزلت آية الحجاب ﴿يَا أَيُّهَا النَّبِيُّ قُلْ لأَزْوَاجِكَ وَبَنَاتِكَ وَنِسَاءِ الْمُؤْمِنِينَ يُدْنِينَ عَلَيْهِنَّ مِنْ جَلابِيبِهِنَّ﴾، واجتمع نساء النبي صلى الله عليه وسلم في الغيرة عليه فقلت لهن عسى ربه إن طلقكن أن يبدله أزواجا خيرا منكن فنزلت ﴿عَسَى رَبُّهُ إِنْ طَلَّقَكُنَّ أَنْ يُبَدِّلَهُ أَزْوَاجًا خَيْرًا مِنْكُنَّ﴾».
وقد سن عن النبي محمد صلاة ركعتين خلف المقام بعد الانتهاء من الطواف، لقوله تعالى: ﴿واتخذوا من مقام إبراهيم مصلى﴾ (البقرة: 125)
وفي المتفق عليه عن عبد الله بن عمر قال: (قدم النبي ﷺ فطاف بالبيت سبعاً وصلى خلف المقام ركعتين) وفي حديث جابر في صفة حجه ﷺ قال: (ثم تقدم إلى مقام إبراهيم فقرأ الآية فجعل المقام بينه وبين البيت) (أخرجه مسلم).
ويشرع أن يقرأ في الركعتين مع الفاتحة في الأولى سورة الكافرون وفي الثانية سورة الإخلاص: لما جاء في حديث جابر الآنف الذكر: (أنه ﷺ يقرأ في الركعتين قل هو الله
أحد وقل يا أيها الكافرون) (أخرجه مسلم).

## قيل عنه
وكما قال أبي طالب في لاميته المشهورة:
وكما قال العجاج ذاكراً مقام إبراهيم والأثر الذي فيه:

## وصلات خارجية
- مراسل الإذاعة - مكة المكرمة (مقام إبراهيم) على يوتيوب.
- مقام إبراهيم - موقع الرئاسة العامة لشؤون المسجد الحرام والمسجد النبوي.
- "موقع الحج والعمرة - المسرد التاريخي لمقام إبراهيم عليه الصلاة". مؤرشف من الأصل في 2016-03-04.